# Miguel Zenón
Miguel A. Zenón (San Juan (Puerto Rico), 30 december 1976) is een Puertoricaanse jazzmuzikant (saxofoon, fluit), -componist, orkestleider, muziekproducent en docent. Hij is genomineerd voor meerdere Grammy Awards en de ontvanger van een Guggenheim Fellowship en een MacArthur Fellowship. Zenón heeft vele albums uitgebracht als orkestleider en verscheen op meer dan 70 opnamen als sideman.

## Biografie
Zenón groeide op in Residencial Luis Llorens Torres, het grootste woningbouwproject op het eiland. Hoewel hij niet opgroeide in een muzikantenfamilie, werd hij toch al op zeer jonge leeftijd blootgesteld aan verschillende muziekstijlen. Op 10-jarige leeftijd kreeg hij zijn eerste lessen in muziektheorie en solfeggio van Ernesto Vigoreaux, een oudere heer die elke dag van de aangrenzende wijk Villa Palmeras naar Llorens Torres reisde om met kansarme jongeren in de gemeenschap te werken. Zenón zou uiteindelijk worden toegelaten tot de Escuela Libre de Música, een middelbare school voor uitvoerende kunsten, waar hij zes jaar lang op klassieke saxofoon werd opgeleid door Angel Marrero. In de 11e klas werd hij door een aantal van zijn vrienden op de school blootgesteld aan jazzmuziek en raakte hij zeer geïnteresseerd in het concept van improvisatie en de muziek van jazzsaxofonist Charlie Parker. Hoewel hij altijd belangstelling had getoond voor de natuurwetenschappen, weigerde hij een studiebeurs voor ingenieurs van de Recinto Universitario de Mayagüez (de belangrijkste technische instelling op het eiland) en besloot hij een carrière in de muziek na te streven. Na anderhalf jaar inspanningen om genoeg geld in de vorm van studiebeurzen en financiële hulp te verzamelen, verhuisde Zenón in het voorjaar van 1996 naar Boston om zijn studie te beginnen aan het Berklee College of Music.
In Berklee waren de klasgenoten van Zenón Antonio Sánchez, Anat Cohen, Avishai Cohen, Jaleel Shaw en Jeremy Pelt. Tijdens zijn verblijf in Boston werd hij sterk beïnvloed door Bill Pierce, Ed Tomassi en Hal Crook. Het was ook in deze tijd dat hij de Panamese pianist Danilo Pérez ontmoette, die mentor en medewerker zou worden. Na zijn afstuderen aan Berklee in 1996 ging Zenón naar de Manhattan School of Music, waar hij studeerde bij Dick Oatts, Nils Vigeland en Ludmila Ulehla en een masterdiploma behaalde in Performance in 2001, voordat hij zich vestigde in New York. Als sideman werkte hij samen met SFJAZZ Collective, Charlie Haden, Fred Hersch, Kenny Werner, Guillermo Klein & Los Guachos, David Sánchez, Danilo Pérez, The Vanguard Jazz Orchestra, Kurt Elling, The Mingus Big Band, Ray Barretto, Jerry González & The Fort Apache Band, Jeff Ballard Trio, Miles Okazaki, Dan Weiss, Dan Tepfer, Bobby Hutcherson, Steve Coleman, Andy Montañez, Brian Lynch, Antonio Sánchez, Paoli Mejías, David Gilmore en Jason Lindner.

## Als leader

### Het Miguel Zenón Quartet
In 1999 begon Zenón samen te werken met de Mexicaanse drummer Antonio Sánchez (die hij ontmoette aan het Berklee College of Music), de Oostenrijkse bassist Hans Glawischnig (Zenóns bandlid in de David Sanchez Group) en de Venezolaanse pianist Luis Perdomo (een klasgenoot van Glawischnig aan The Manhattan School of Music). Ze ontmoetten elkaar voor informele repetities in het appartement van Glawischnig in de Upper West Side van New York en speelden enkele vroege composities van Zenón. De groep, die uiteindelijk het Miguel Zenón Quartet zou worden, begon al snel op te treden op verschillende locaties in de stad, zoals de C Note en The Jazz Gallery. In 2005 begon Sanchez regelmatig samen te werken met The Pat Metheny Group en werd hij in het kwartet vervangen door de Puertoricaanse drummer Henry Cole, voor wat de langstlopende versie van het ensemble is geworden.

## Lesgeven en componeren
Zenón heeft honderden lezingen en masterclasses gegeven en heeft over de hele wereld lesgegeven aan instellingen zoals The Banff Centre, Berklee College of Music, Siena Jazz, Conservatorium van Amsterdam, Musik Akademie Basel, Conservatoire de Paris, University of Manitoba, Manhattan School of Music, Conservatory of Music of Puerto Rico, Columbia University, Princeton University, Kimmel Center for the Performing Arts, San Francisco Conservatory of Music, Universidad Veracruzana, UMass-Amherst en The Brubeck Institute. Hij is ook een permanent lid van de faculteit aan het New England Conservatory of Music in Boston en de Manhattan School of Music in New York. Hij is ook de huidige Jazz artist in residence aan het Zucherman Institute van de Columbia University. Als componist heeft hij gewerkt in opdracht van SFJAZZ, The New York State Council for the Arts, Chamber Music America, The John Simon Guggenheim Foundation, Hyde Park Jazz Festival, The Logan Center for the Arts, Jazz Reach, Peak Performances, PRISM Quartet, Carnegie Hall, MIT en veel van zijn leeftijdsgenoten. In 2019 trad hij op tijdens het 41ste jaarlijkse Jazz Fest in Chicago.

## Caravana Cultureel
In 2011 richtte Zenón Caravana Cultural op, een initiatief dat gratis jazzconcerten organiseert op het platteland van Puerto Rico. Elk concert concentreert zich op de muziek van een vooraanstaand jazzfiguur (o.a. Charlie Parker, Miles Davis, Duke Ellington) en wordt voorafgegaan door een presentatie die de basiselementen van jazz en improvisatie raakt. Het concert omvat ook jonge muzikanten uit de gemeenschap, die zich bij de band voegen op het laatste stuk van de presentatie. Caravana Cultural, dat wordt gefinancierd en geproduceerd door Zenón, wil een culturele investering doen op het eiland, door jazz als een voertuig te gebruiken en tegelijkertijd het publiek te vergroten.

## Prijzen en onderscheidingen
Hij is te zien in The New York Times, The Wall Street Journal, The Los Angeles Times, The Chicago Tribune, Bloomberg Pursuits, Jazz Times, Jazziz, The Boston Globe, Billboard, Jazz Inside, Newsday en Details. Hij stond ook bovenaan in de categorieën «Jazz Artist of the Year» en «Alto Saxophonist of the Year» in de 2014 Jazz Times Critics Poll en werd door de Jazz Journalist Association verkozen tot «Alto Saxophonist of the Year» in 2015, 2018, 2019 en 2020. Zenón is achtvoudig genomineerd voor een Grammy Award en viervoudig genomineerd voor een Latin Grammy Award. In 2008 ontving hij een fellowship van de John Simon Guggenheim Foundation (wat resulteerde in zijn opname Esta Plena) en later dat jaar ontving hij ook een fellowship van de MacArthur Foundation.

## Discografie

### Als leader
- 2002: Looking Forward (Fresh Sound)
- 2004: Ceremonial (Marsalis Music)
- 2005: Jíbaro (Marsalis)
- 2008: Awake (Marsalis)
- 2009: Esta Plena (Marsalis)
- 2011: Alma Adentro: The Puerto Rican Songbook (Marsalis)
- 2012: Rayuela met Laurent Coq (Sunnyside Records)
- 2013: Oye!!! Live in Puerto Rico met The Rhythm Collective (Miel Music)
- 2014: Identities are Changeable (Miel Music)
- 2017: Típico (Miel Music)
- 2018: Yo Soy La Tradición (Miel Music)
- 2019: Sonero: The Music of Ismael Rivera (Miel Music)

### Als sideman
Met Bobby Avey
- 2014: Authority Melts From Me (Whirlwind)

Met Jeff Ballard
- 2014: Time's Tales (Okeh)

Met Ray Barreto
- 2003: Homage to Art Blakey (Sunnyside)

Met Edmar Castañeda
- 2012: Double Portion

Met César Cardoso
- 2018: Interchange (Antena 2)
- 2020: Dice of Tenors

Met Henry Cole
- 2012: Roots Before Branches

Met Stephan Crump
- 2001: Tuckahoe (Accurate)

Met Adam Cruz
- 2012: Milestone (Sunnyside)

Met Alexis Cuadrado
- 2013: A Lorca Soundscape (Sunnyside)

Met Fernando García
- 2018: Guasábara Puerto Rico (Zoho)

Met David Gilmore
- 2012: Numerology – Live at The Jazz Standard

Met Hans Glawischnig
- 2003: Common Ground (Fresh Sound)
- 2008: Panorama (Sunnyside)

Met Edsel Gomez
- 2006: Cubist Music (Zoho)

Met Charlie Haden
- 2004: The Land of the Sun (Verve)
- 2005: Not in Our Name (Verve)

Met Guillermo Klein
- 2002: Los Guachos 3
- 2008: Filtros (Sunnyside)
- 2011: Bienestan (Sunnyside)
- 2012: Carrera (Sunnyside)
- 2016: Los Guachos V (Sunnyside)

Met Julien Labro
- 2014: From This Point Forward (Azica)

Met Jason Lindner
- 2007: Live at The Jazz Gallery (Ansic)

Met Brian Lynch
- 2005: 24/7 (Nagel Heyer)
- 2006: Spheres of Influence Suite (Ewe)

Met The Mingus Big Band
- 2005: I Am Three

Met Paoli Mejias
- 2004: Mi Tambor
- 2006: Transcend
- 2008: Jazzambia
- 2018: Abriendo Camino

Met Stu Mindeman
- 2018: Woven Threads

Met Andy Montañez
- 2012: Sueño

Met Miles Okazaki
- 2006: Mirror
- 2009: Generations (Sunnyside)
- 2012: Figurations (Sunnyside)

Met Luis Perdomo
- 2004: Focus Point (RKM)
- 2013: Links (Criss Cross)

Met PRISM Quartet
- 2015: Heritage/Evolution Vol. 1 (Innova)

Met Antonio Sánchez
- 2010: Live in New York at Jazz Standard (CAM Jazz)

Met David Sánchez
- 2001: Melaza (Columbia)
- 2002: Travesía (Columbia)
- 2004: Coral (Sony)

Met SFJAZZ Collective
- 2004: Inaugural Season 2004 (SFJAZZ)
- 2005: SFJAZZ Collective (Nonesuch)
- 2006: Live 2005 2nd Annual Concert Tour (SFJAZZ)
- 2006: SFJAZZ Collective 2 (Nonesuch)
- 2007: Live 2006 3rd Annual Concert Tour (SFJAZZ)
- 2007: Live 2007 4th Annual Concert Tour (SFJAZZ)
- 2008: Live 2008 5th Annual Concert Tour (SFJAZZ)
- 2009: Live 2009 6th Annual Concert Tour (SFJAZZ)
- 2010: Live 2010 7th Annual Concert Tour (SFJAZZ)
- 2011: Live 2011 8th Annual Concert Tour (SFJAZZ)
- 2013: Live at The SFJAZZ Center (SFJAZZ)
- 2013: Wonder – The Songs of Stevie Wonder (SFJAZZ)
- 2014: 10th anniversary (SFJAZZ)
- 2015: Live at The SFJAZZ Center 2014 (SFJAZZ)
- 2016: Live at The SFJAZZ Center 2015 (SFJAZZ)
- 2017: Live at The SFJAZZ Center 2016 (SFJAZZ)
- 2018: Live at The SFJAZZ Center 2017 (SFJAZZ)

Met Anthony Tidd (Quite Sane)
- 2002: The Child of Troubled Times (Rykodisc)

Met Kenny Werner
- 2014: Coalition (Half Note)

Met Dan Weiss
- 2016: Sixteen: Drummers Suite (Pi Recordings)

### Als co-producent
Met Jonathan Suazo
- Extracts of a Desire

Met Gabriel Vicéns
- The Way We Are Created